# Nordagerskolen
Nordagerskolen (tidl. kendt som Rubjergskolen) er en skole med klasserne 0-9 klasse.

Den ligger i Ringe 
55°14′20″N 10°28′17″Ø / 55.239°N 10.4715°Ø